# 横山武志
横山 武志（よこやま たけし、1968年4月27日 - ）は、元子役。当時は劇団若草に所属していた。前田晃一とは親交があったと言う。中学2年で芸能界を引退し、東京都立大学 (1949-2011)理学部化学科卒。学生時代から古典ギター部に属し、現在はまんぞーの筆名で作曲家デビューを目指している。フォークデュオが専門で、編曲を得意とする。

## 出演

### テレビ
- 「子どもリポーター」（1978年、東京12チャンネル）
- 「欽ちゃんのどこまでやるの!?」 先生と生徒の会話（1979年、テレビ朝日） - 生徒 役
- 「俺はあばれはっちゃく」（1979年 - 1985年、テレビ朝日） - 沢田公一 役 ※妹尾潤も共演
- 「サンキュー先生」（1980年、テレビ朝日） - 室岡 役
- 「わんぱく宣言」（1980年、フジテレビ）